# Josh Grant
Joshua "Josh" David Grant (Salt Lake City, Utah, 7 de agosto de 1967) es un exjugador de baloncesto estadounidense que jugó una temporada en la NBA, además de hacerlo en la liga ACB, la liga francesa, la liga griega y la liga italiana. Con 2,08 metros de estatura, lo hacía en la posición de alero.

## Trayectoria deportiva

### Universidad
Jugó durante cinco temporadas con los Utes de la Universidad de Utah, en las que promedió 15,3 puntos, 8,1 rebotes y 3,0 asistencias por partido. En 1991 y 1993 fue incluido en el mejor quinteto de la Western Athletic Conference y además elegido Jugador del Año de la conferencia. con 2.000 puntos anotados, es el tercer mejor anotador de la historia de los Utes. Además, con sus 1.066 rebotes, pasa a engrosar la selecta lista de universitarios que han logrado 2000 puntos y 1000 rebotes a lo largo de su carrera. En 1993 lideró la División I de la NCAA en tiros libres, con un porcentaje de acierto del 92,0%.

### Profesional
Fue elegido en la cuadragésimo tercera posición del Draft de la NBA de 1993 por Denver Nuggets, pero fue automáticamente traspasado junto a una futura segunda ronda del draft a Golden State Warriors a cambio de Darnell Mee. Allí jugó una temporada en la que contó muy poco para su entrenador Don Nelson, saliendo a pista en 54 partidos menos de 8 minutos en cada uno de ellos, promediando 3,0 puntos y 1,7 rebotes. su mejor partido lo diputó ante Dallas Mavericks a los pocos días de iniciado el campeonato, consiguiendo 16 puntos y 4 rebotes.
Nada más terminar la carrera los Warriors renuncian a sus derechos, convirtiéndose en agente libre restringido, y cambiando de aires para fichar por el Pamesa Valencia de la liga ACB española. Allí juega una temporada, en la que promedia 21,3 puntos y 8,4 rebotes por partido. En 1995 ficha por el Baloncesto León, donde en una única temporada promedia 15,7 puntos y 5,9 rebotes por partido.
Al año siguiente se marcha a la liga francesa fichando por el Le Mans Sarthe Basket, donde jugó dos temporadas, marchándose al Pau-Orthez, con los que ganó la liga ese año. En 1999 se va a la liga griega, jugando una temporada con el Olympiacos B.C. y otra con el Aris Salónica, para regresar a Francia en 2001 tras ser cortado por el Aris para jugar el resto de la temporada con el Cholet. Su carrera deportiva terminaría jugando un año en el Euro Roseto de la liga italiana, promediando 8,9 puntos y 6,2 rebotes por partido.

## Estadísticas de su carrera en la NBA

### Temporada regular
| Año     | Equipo       | PJ | PT | MPP | %TC  | %3P  | %TL  | RPP | APP | ROB | TPP | PPP |
| ------- | ------------ | -- | -- | --- | ---- | ---- | ---- | --- | --- | --- | --- | --- |
| 1993-94 | Golden State | 53 | 0  | 7.2 | .404 | .279 | .759 | 1.7 | 0.5 | 0.3 | 0.2 | 3.0 |
| Total   | Total        | 53 | 0  | 7.2 | .404 | .279 | .759 | 1.7 | 0.5 | 0.3 | 0.2 | 3.0 |

### Playoffs
| Año     | Equipo       | PJ | PT | MPP | %TC | %3P | %TL | RPP | APP | ROB | TPP | PPP |
| ------- | ------------ | -- | -- | --- | --- | --- | --- | --- | --- | --- | --- | --- |
| 1993-94 | Golden State | 1  | 0  | 1.0 | –   | –   | –   | .0  | .0  | .0  | .0  | .0  |
| Total   | Total        | 1  | 0  | 1.0 | –   | –   | –   | .0  | .0  | .0  | .0  | .0  |